# Iglesia de Santa Ana (Moseley)
La iglesia de Santa Ana es una iglesia parroquial en la Iglesia de Inglaterra ubicada en Moseley , Birmingham . 

## Historia
La iglesia data de 1874 y es del arquitecto Frederick Preedy .  Es un monumento clasificado del Reino Undo.  Originalmente era una parroquia separada, pero ahora es parte de un beneficio unido con la Iglesia de Santa María de Moseley . 

## Órgano
El órgano es de Brindley & Foster y data de 1907.  Fue revisado por Nicholson & Co (Worcester) Ltd en 1984.  Se puede encontrar una especificación del órgano en el Registro Nacional de Órganos de Tubos.
El órgano ha sido muestreado y se ha adaptado con el órgano virtual Hauptwerk.